# ドン・チードル
ドナルド・“ドン”・フランク・チードル・ジュニア（Donald "Don" Frank Cheadle Jr., 1964年11月29日 - ）は、アメリカ合衆国の俳優、映画監督、映画プロデューサー。

## 来歴
ミズーリ州カンザスシティ出身。父親は精神科医、母親は教師。視覚芸術と舞台芸術の学位を授けることのできる私学・カリフォルニア芸術大学で学んだ。
テレビからキャリアをスタート。2004年にはルワンダ紛争を描いた『ホテル・ルワンダ』での演技が高く評価され、その年のアカデミー主演男優賞にノミネート。
2010年、『アイアンマン2』でジェームズ・ローズ中佐を演じ知名度を大きく上げる。この役はシリーズ前作で他の役者が演じていたが制作側と出演料で揉め降板したという経緯がある。なお、その降板した役者はドンと以前から交流があり、現在も友人であるテレンス・ハワード。

## 私生活
女優のブリジッド・コールターとの間に娘が二人いる。

## 出演作品
※太字表記は主演。

### 映画
| 年   | 題名                                                                  | 役名                                                    | 備考                                                   | 吹き替え                                      |
| ---- | --------------------------------------------------------------------- | ------------------------------------------------------- | ------------------------------------------------------ | --------------------------------------------- |
| 1985 | ドライブアカデミー/全員免停 Moving Violations                         | Juicy Burgers Worker                                    |                                                        |                                               |
| 1987 | ハンバーガー・ヒル Hamburger Hill                                     | ジョニー・ウォッシュバーン                              |                                                        | 島香裕（TBS版）                               |
| 1988 | カラーズ 天使の消えた街 Colors                                        | ロケット                                                |                                                        | 郷里大輔（テレビ朝日版）                      |
| 1993 | スーパーヒーロー/メテオマン The Meteor Man                            | Goldilocks                                              | 日本劇場未公開                                         |                                               |
| 1993 | ラッシュ・ライフ Lush Life                                            | ジャック                                                | テレビ映画                                             |                                               |
| 1995 | デンバーに死す時 Things to Do in Denver When You're Dead              | ルースター                                              |                                                        | 星野充昭（VHS版）                             |
| 1995 | 青いドレスの女 Devil in a Blue Dress                                  | マウス・アレクサンダー                                  |                                                        | 江原正士（ソフト版）                          |
| 1996 | リバウンド Rebound: The Legend of Earl 'The Goat' Manigault           | アール・マニゴールト                                    | テレビ映画                                             | 宮本充（VHS版）                               |
| 1997 | ローズウッド Rosewood                                                 | シルヴェスター                                          | 別題『惨劇のローズウッド/自由への脱出』 日本劇場未公開 |                                               |
| 1997 | ボルケーノ Volcano                                                    | エミット・リース                                        |                                                        | 檀臣幸（ソフト版） 森川智之（テレビ朝日版）   |
| 1997 | ブギーナイツ Boogie Nights                                            | バック・スウォープ                                      |                                                        | 佐久田修                                      |
| 1998 | ブルワース Bulworth                                                   | L.D.                                                    |                                                        | 檀臣幸                                        |
| 1998 | アウト・オブ・サイト Out of Sight                                     | モーリス・“スヌーピー”・ミラー                          |                                                        | 山路和弘（ソフト版） 堀内賢雄（日本テレビ版） |
| 1998 | ラット・パック/シナトラとJFK The Rat Pack                             | サミー・デイヴィス・Jr                                  | テレビ映画 ゴールデングローブ賞助演男優賞              |                                               |
| 1999 | ジェファーソン/冤罪の死刑囚 A Lesson Before Dying                     | グラント・ウィギンズ                                    | テレビ映画                                             |                                               |
| 2000 | ミッション・トゥ・マーズ Mission to Mars                              | ルーク                                                  |                                                        | 中尾隆聖                                      |
| 2000 | FAIL SAFE 未知への飛行 Fail Safe                                      | ジミー・ピアース中尉                                    | テレビ映画                                             | 大川透                                        |
| 2000 | 天使のくれた時間 The Family Man                                       | キャッシュ                                              |                                                        | 高木渉                                        |
| 2000 | トラフィック Traffic                                                  | モンテル・ゴードン                                      | 後藤敦                                                 |                                               |
| 2001 | ソードフィッシュ Swordfish                                            | J.T. ロバーツ                                           | 目黒光祐（ソフト版） 内田直哉（日本テレビ版）          |                                               |
| 2001 | ラッシュアワー2 Rush Hour 2                                           | ケニー                                                  | 山路和弘                                               |                                               |
| 2001 | オーシャンズ11 Ocean's Eleven                                         | バシャー・ター                                          | 大黒和広（ソフト版） 檀臣幸（フジテレビ版）            |                                               |
| 2003 | 16歳の合衆国 The United States of Leland                              | パール・マディソン                                      | 落合弘治                                               |                                               |
| 2004 | リチャード・ニクソン暗殺を企てた男 The Assassination of Richard Nixon | ボニー                                                  | 古田信幸                                               |                                               |
| 2004 | クラッシュ Crash                                                      | グラハム・ウォーターズ                                  | 兼製作                                                 | 山路和弘                                      |
| 2004 | ホテル・ルワンダ Hotel Rwanda                                         | ポール・ルセサバギナ                                    | アカデミー主演男優賞ノミネート                         | 梅津秀行                                      |
| 2004 | ダイヤモンド・イン・パラダイス After the Sunset                       | ヘンリー・ムーア                                        |                                                        | 落合弘治（ソフト版） 山路和弘（テレビ東京版） |
| 2004 | オーシャンズ12 Ocean's Twelve                                         | バシャー・ター                                          | 大黒和広（ソフト版） 檀臣幸（日本テレビ版）            |                                               |
| 2007 | 再会の街で Reign Over Me                                              | アラン・ジョンソン                                      | 楠大典                                                 |                                               |
| 2007 | オーシャンズ13 Ocean's Thirteen                                       | バシャー・ター                                          | 大黒和広（ソフト版） 檀臣幸（フジテレビ版）            |                                               |
| 2008 | トレイター 大国の敵 Traitor                                           | サミール・ホーン                                        | 兼製作                                                 | TBA                                           |
| 2009 | ホテル・バディーズ ワンちゃん救出大作戦 Hotel for Dogs                | バーニー                                                | 日本劇場未公開                                         | 多田野曜平                                    |
| 2009 | クロッシング Brooklyn's Finest                                        | タンゴ                                                  |                                                        | 落合弘治                                      |
| 2010 | アイアンマン2 Iron Man 2                                              | ジェームズ・“ローディ”・ローズ / ウォーマシン           | 目黒光祐（劇場公開版） 山寺宏一（テレビ朝日版）        |                                               |
| 2011 | ザ・ガード〜西部の相棒〜 The Guard                                    | ウェルデル・エヴェレット捜査官                          | 兼製作総指揮 日本劇場未公開                            | （吹き替え版なし）                            |
| 2012 | フライト Flight                                                       | ヒュー・ラング                                          |                                                        | 目黒光祐                                      |
| 2013 | アイアンマン3 Iron Man 3                                              | ジェームズ・“ローディ”・ローズ / アイアン・パトリオット |                                                        | 目黒光祐                                      |
| 2014 | ヴィンセントが教えてくれたこと St. Vincent                            | N/A                                                     | 製作総指揮                                             | N/A                                           |
| 2015 | アベンジャーズ/エイジ・オブ・ウルトロン Avengers: Age of Ultron       | ジェームズ・“ローディ”・ローズ / ウォーマシン           |                                                        | 目黒光祐                                      |
| 2015 | MILES AHEAD/マイルス・デイヴィス 空白の5年間 Miles Ahead              | マイルス・デイヴィス                                    | 兼監督・製作・共同脚本                                 | 滝藤賢一                                      |
| 2016 | シビル・ウォー/キャプテン・アメリカ Captain America: Civil War        | ジェームズ・“ローディ”・ローズ / ウォーマシン           |                                                        | 目黒光祐                                      |
| 2018 | アベンジャーズ/インフィニティ・ウォー Avengers:Infinity War           | ジェームズ・“ローディ”・ローズ / ウォーマシン           |                                                        | 目黒光祐                                      |
| 2019 | キャプテン・マーベル Captain Marvel                                   | ジェームズ・“ローディ”・ローズ / ウォーマシン           | クレジットなし                                         | 目黒光祐                                      |
| 2019 | アベンジャーズ/エンドゲーム Avengers: Endgame                         | ジェームズ・“ローディ”・ローズ / ウォーマシン           |                                                        | 目黒光祐                                      |
| 2021 | スペース・プレイヤーズ Space Jam: A New Legacy                        | アルG・リズム                                           |                                                        | 津田健次郎                                    |
| 2021 | クライム・ゲーム No Sudden Move                                       | カート・ゴインズ                                        | 日本劇場未公開                                         | 姫野惠二                                      |
| 2022 | ホワイト・ノイズ White Noise                                          | マレー・シスキンド                                      | Netflixオリジナル映画                                  | 各務立基                                      |
| 2024 | アンストッパブル Unstoppable                                          | チャールズ                                              | Amazon Prime Videoオリジナル映画                       | 目黒光祐                                      |
| TBA  | Prince of Darkness                                                    | Jeremiah Hamilton                                       | 兼製作 ポストプロダクション                            |                                               |
| TBA  | Canyon                                                                | キャニオン                                              |                                                        |                                               |
| TBA  | Armor Wars                                                            | ジェームズ・“ローディ”・ローズ / ウォーマシン           |                                                        |                                               |

### テレビシリーズ
| 年        | 題名                                                                    | 役名                                          | 備考                                 | 吹き替え           |
| --------- | ----------------------------------------------------------------------- | --------------------------------------------- | ------------------------------------ | ------------------ |
| 1986      | L.A.ロー 七人の弁護士 L.A. Law                                          | ジュリアン・タトゥーン                        | シーズン1第8話「Gibbon Take」        | TBA                |
| 1987      | ヒルストリート・ブルース Hill Street Blues                              | ダリウス・ミルトン                            | シーズン7第19話「警部補」            | 堀川りょう         |
| 1992-1993 | The Golden Palace                                                       | ローランド・ウィルソン                        | 計24話出演                           | N/A                |
| 1993-1995 | ピケット・フェンス Picket Fences                                        | ジョン・リトルトン地区検事                    | 計38話出演                           | 田中康郎           |
| 2002      | ER緊急救命室 ER                                                         | ポール・ネイサン                              | 計4話出演                            | 梅津秀行           |
| 2012-2016 | House of Lies                                                           | マーティ・カーン                              | レギュラー出演                       | N/A                |
| 2012      | 30 ROCK/サーティー・ロック 30 Rock                                      | 本人役                                        | シーズン7第4話「Unwindulax」         | （吹き替え版なし） |
| 2014      | BS世界のドキュメンタリー 危険な時代に生きる Years of Living Dangerously | 本人                                          |                                      | 梅津秀行           |
| 2020      | プロトタイプA 人工生命体の逆襲 Don't Look Deeper                        | マーティン                                    | 計14話出演                           | 宮本充             |
| 2021      | ファルコン&ウィンター・ソルジャー The Falcon and the Winter Soldier     | ジェームズ・“ローディ”・ローズ / ウォーマシン | Disney+オリジナル作品                | 目黒光祐           |
| 2022      | ザ・ボーイズ:ダイアボリカル The Boys Presents: Diabolical               | ヌビアン・プリンス                            | 声の出演 第6話「ヌビアン対ヌビアン」 | TBA                |
| 2023      | シークレット・インベージョン Secret Invasion                            | ジェームズ・“ローディ”・ローズ / ウォーマシン | Disney+オリジナル作品                | 目黒光祐           |

## 日本語吹き替え
主に担当しているのは、以下の二人である。
目黒光祐
『ソードフィッシュ』（ソフト版）で初担当。『マーベル・シネマティック・ユニバース』でのジェームズ・“ローディ”・ローズ / ウォーマシン役に起用されて以降は、同シリーズをはじめとして最も多く吹き替えている。
檀臣幸
『ボルケーノ』（ソフト版）で初担当。『オーシャンズ』シリーズのテレビ放送版など、目黒の次に多く吹き替えており、主に初期の作品を担当した。
このほかにも、山路和弘、梅津秀行、大黒和広、落合弘治なども複数回、声を当てている。

## 参照
1. 1 2 3  
Williams, Kam (2009年1月12日). “Don Cheadle: The Hotel for Dogs Interview”. The Sly Fox.   KamWilliams.com. 2009年6月30日閲覧。
2. ↑  “アイアンマン３【話題のふきカエ】ふきカエル大作戦!!”. www.fukikaeru.com. 2021年3月20日閲覧。
3. ↑  “アベンジャーズ／エイジ・オブ・ウルトロン – Fukikaeru-Daisakusen”. 2021年3月20日閲覧。
4. ↑  “マイルスの吹替は滝藤賢一が担当！ 映画『MILES AHEAD』、DVD/ブルーレイでリリース決定”. Billboard JAPAN (2017年3月24日). 2021年3月20日閲覧。
5. ↑  “アベンジャーズ／インフィニティ・ウォー – Fukikaeru-Daisakusen”. 2021年3月20日閲覧。
6. ↑  “キャプテン・マーベル – Fukikaeru-Daisakusen”. 2021年3月20日閲覧。
7. ↑  “アベンジャーズ／エンドゲーム – Fukikaeru-Daisakusen”. 2021年3月20日閲覧。
8. ↑  ヤスダユウカ (2020年6月22日). “「アベンジャーズ」メンバーの日本語吹き替え声優一覧！【オリジナル＆追加メンバーを網羅】”. ciatr[シアター] (株式会社viviane) 2025年4月14日閲覧。